# Лунниця

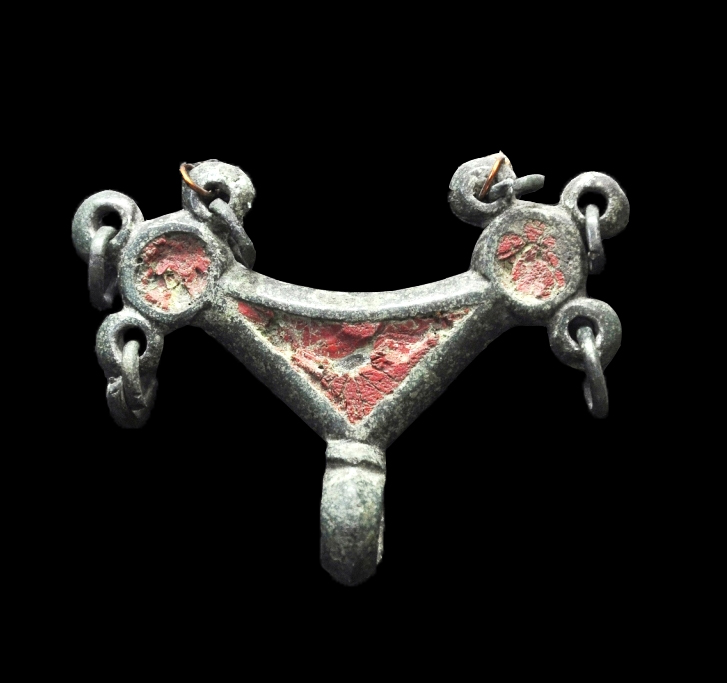
Бронзова лунниця з підвісками II—V ст., Національний історичний музей в Білорусі (прикраса перевернута)

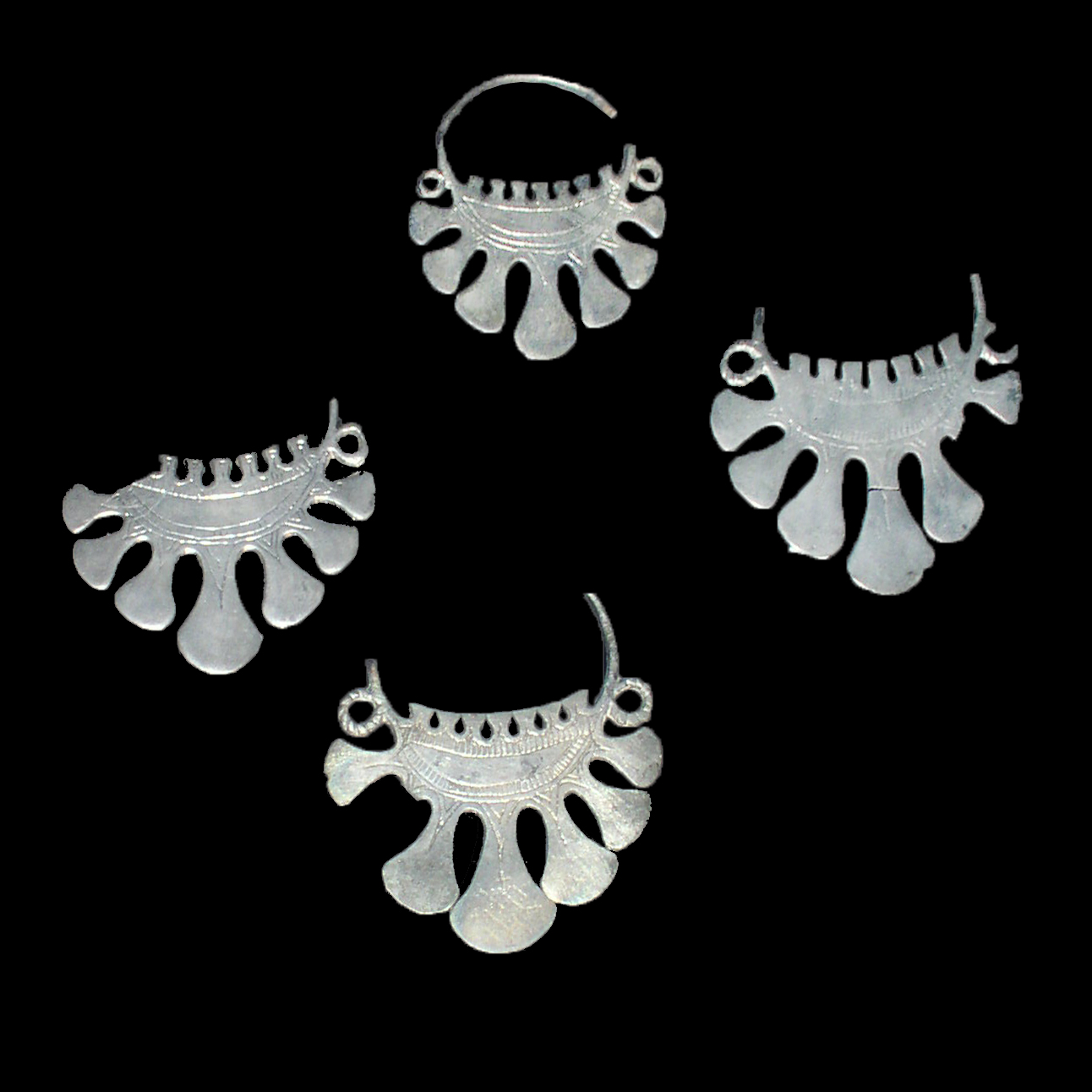
Лунниці

Лу́нниця (рос. лунница, від луна — «місяць») — прикраса-оберіг у вигляді півмісяця кінчиками донизу. Один з найпоширеніших амулетів-оберегів, що протягом багатьох епох були частиною жіночого вбрання. Найдавніший оберіг, що зображає Місяць, якому приписували родючість і материнство та жіноче начало у зв'язку з менструальним циклом та місячним календарем. Асоціюється з покровительством богинь Мари та Селени.

## Вигляд
Амулет складався з кількох трикутників, кожен з яких мав індивідуальне магічне призначення. За всієї різноманітності форм і технік виконання незмінною залишається схожість з Місяцем. Фахівці з історії та язичницької культури дійшли висновку, що вигляд лунниці є відображенням повного місячного циклу — від його зародження до «відходу».
Лунниця завсігди мала форму неповного місяця, який ототожнювали з дією зародження життя. Трикутник з лівого краю символізував Місяць, знак поклоніння Селені. Центральна фігура — стадію повного місяця, а також Морану — богиню землі, ночі, сновидінь і перевтілення. Гострий кут трикутника праворуч, направлений у середину прикраси, символізує старий Місяць, що убуває. Перетинають всю поверхню прикраси решітки з косих смуг, які означають нескінченність буття, їх 28, що відповідає кількості діб у місячному календарі.
Також присутні на лунниці зображення Сонця, дощу, потоків небесної води і кількох квадратних фігур, ототожнюваних зі стихією Землі. У деяких випадках лунницю прикрашали візерунками квітів..

## Історія
Історія лунниці бере початок задовго до нашої ери. Перші трьохрогі лунниці відомі ще з бронзової доби. Їх батьківщиною вважається Древній Єгипет, потім талісман поширився у європейських і азійських країнах. В античний період з'являються золоті серпоподібні лунниці, прикрашені сканню. В давньоримські часи вони поширилися серед народів Європи та Передньої Азії. Орієнтовно в Х—ХІІ столітті лунниця завоювала широку популярність у слов'янських народів. На території Східної Європи цей тип жіночих прикрас зафіксовано у представниць черняхівської культури. Емалеві лунниці були властиві подніпровським територіям та належать до київської культури.
Найкращі зразки лунниць — срібні штамповані, прикрашені справжньою зерню — відомі завдяки скарбам X—XI ст. Проте зустрічаються лунниці з бронзи та сплавів олова зі свинцем з візерунком, що копіював зернь. Носили їх переважно в якості підвісок разом зі скроневими прикрасами. Ідеальним матеріалом для лунниці було срібло, що символізувало жіночу енергію. Втім, ключової ролі матеріал не грав: незаможні слов'янки робили лунниці з усіх підручних засобів — глини, ниток, дерева, шкіри. У стародавні часи зображення лунниці використовувалося для декорування жіночих головних уборів.

## Символізм
У давні часи лунниця була одним з найпоширеніших амулетів і прикрас. 
Стародавні слов'яни вважали, що лунниця допомагає при гінекологічних хворобах, забезпечує легку вагітність, сприяє безболісним пологам. Амулет носили жінки, що страждають безпліддям. Лунниця була покликана забезпечити продовження роду, її наділяли властивостями сімейного талісмана, здатними гармонізувати відносини подружжя. Вважалося також, що талісман сприяє спокійному сну, відганяє кошмари, захищає власницю від нічних злих духів. 
В Древній Русі підвіску-лунницю батьки дарували на день народження маленьким дочкам. Вважалося, що дівчинка набувала потужну покровительку в особі богині Мари, що захищала її від впливу темних сил і благотворно впливала на майбутнє. Вважалося, що талісман мав спочатку звикнути до власниці, насититися її енергетикою, тому його властивості проявлялися поступово. Лунницю використовували для індивідуального захисту жінки, укріплення сексуальності, захисту дітей.
Як і всі слов'янські обереги, лунницю залучали до спеціальних ритуалів, що посилював її дію.